# C. G. Feuilleuse
C. G. Feuilleuse est une écrivaine et une restauratrice de films anciens née le 6 mars 1949 à Paris.

## Biographie
C. G. Feuilleuse restaure son premier film en 1980, Loulou (1929, avec Louise Brooks) de Georg Wilhelm Pabst sous le nom de Catherine Gaborit. En 1982, elle achève celle de La Rue sans joie (1925, avec Greta Garbo et Asta Nielsen) du même cinéaste. Un an plus tard, elle clôt son travail sur ce réalisateur autrichien en terminant la reconstitution de Le Journal d'une fille perdue (1929, avec Louise Brooks).
Parallèlement, elle écrira les sous-titres français de films tels Les Sept Samouraïs d'Akira Kurosawa (avec Toshiro Mifune), Chien enragé d'Akira Kurosawa (avec Toshiro Mifune), L'Homme invisible de James Whale (avec Claude Rains), Femme ou Démon de George Marshall (avec Marlene Dietrich), La bête s'éveille de Joseph Losey (avec Dirk Bogarde), Le Rôdeur de Joseph Losey (avec Van Hefling), La Vieille Fille d'Edmund Goulding (avec Bette Davis), Une femme cherche son destin d'Irving Rapper (avec Bette Davis), Les Grandes Espérances de David Lean (avec Alec Guinness) etc.
En 2005, elle obtient, à la Foire de Paris, le premier prix du concours littéraire : Terres de France et de l'Europe pour son livre, une suite de nouvelles, La Ronde des jours.
Loin du cinéma, le recueil, en forme d’abécédaire, traite de la Normandie de Guillaume le Conquérant, de l'amitié et de la bonne chère.